# Dopang
Dopang is een bestuurslaag in het regentschap West-Lombok van de provincie West-Nusa Tenggara, Indonesië. Dopang telt 4303 inwoners (volkstelling 2010).